# Taenaris gigas
Taenaris gigas är en fjärilsart som beskrevs av Otto Staudinger 1887. Taenaris gigas ingår i släktet Taenaris och familjen praktfjärilar. Inga underarter finns listade i Catalogue of Life.